# Egill Ólafsson
Egill Ólafsson (nascido a 9 de fevereiro de 1953) é um cantor, compositor e ator islandês. É casado com a atriz Tinna Gunnlaugsdóttir.

## Educação
Egill Ólafsson aprendeu a tocar  guitarra e piano em criança e fez parte duma banda filarmónica para rapazes sob a direção do maestro Karl Otto Runólfsson.
Enquanto estudante no colégio Hamrahlid entre 1970 e 1974, Egill Ólafsson fez parte do coro da escola Kór MH.
Em 1970 começou os estudos na Tónlistarskólinn (escola de música em Reykjavík). As disciplinas do curso compreendiam canto e composição de letras de música. Em 1976 Egill Ólafsson completou o curso de música em Tónlistarskólinn.

## Vida profissional
Das muitas composições musicais, constam músicas de coro, bandas filarmónicas, orquestras, e peças musicais para cordas e trompete. Compôs também mais de 30 peças de teatro. Trabalhou em espetáculos musicais, nomeadamente em Grettir, Eva Luna e Come Dance With Me, este último figurando na Broadway em 1996. Os seus trabalhos têm sido utilizados por diferentes grupos e quartetos como a Spilverk þjóðanna, Stuðmenn, Hinn íslenski Þursaflokkur, Tríó Björns Thoroddsen, Blái hatturinn, Les Grand Tango e The Icelandic Sound Company. Mais recentemente (2015–16) colaborou como co-autor e músico com o grupo alemão Strom & Wasser. Este duplo álbum foi publicado pela discográfica Traumton em Berlin, entitulado "Reykjavik".
Atuou também em palcos como o Teatro Nacional da Islândia, e em filmes islandeses, alemães e escandinavos.
Em 2022 Egill Ólafsson foi diagnosticado com a doença de Parkinson.